# Dom Rotszyldów
Dom Rotszyldów (ang. The House of Rothschild) – amerykański film z 1934 roku w reżyserii Alfreda L. Werkera.

## Obsada
- George Arliss jako Mayer Amschel Rothschild/Nathan Mayer Rothschild
- Loretta Young jako Julie Rothschild
- Boris Karloff jako hrabia Ledrantz
- Robert Young jako Henry Fitzroy
- C. Aubrey Smith jako książę Wellington
- Arthur Byron jako Sir Francis Baring
- Helen Westley jako Gudula Rothschild
- Reginald Owen jako John Charles Herries
- Florence Arliss jako Hannah Rothschild
- Alan Mowbray jako Klemens von Metternich
- Holmes Herbert jako Rowerth
- Paul Harvey jako Salomon Rothschild
- Ivan Simpson jako Amschel Rothschild
- Noel Madison jako Kalman Rothschild
- Murray Kinnell jako James Mayer Rothschild
- Oscar Apfel jako pruski oficer
- Lumsden Hare jako Jerzy IV Hanowerski
- Brandon Hurst jako makler giełdowy
- Gilbert Emery jako the Robert Jenkinson
- C. Montague Shaw jako makler giełdowy
- Harry Cording (niewymieniony w czołówce)
- Nigel De Brulier jako urzędnik (niewymieniony w czołówce)
- Murdock MacQuarrie jako mężczyzna na giełdzie (niewymieniony w czołówce)
- Louis Shapiro jako Napoleon Bonaparte (niewymieniony w czołówce)

## Nagrody i nominacje
| Nazwa nagrody | Wygrane            | Nominacje                                           |
| ------------- | ------------------ | --------------------------------------------------- |
| Oscar         | 1935 bez rezultatu | 1935 Najlepszy film wytwórnia 20th Century Pictures |